# Statilia viridibrunnea
Statilia viridibrunnea es una especie de mantis de la familia Mantidae.

## Distribución geográfica
Se encuentra en la China.